# Children of the Universe
„Children of the Universe” е песен на певицата Моли Смитън-Доунс, която представя Великобритания на „Евровизия 2014“. Певицата е автор и на музиката, и на текста.
Моли получава покана от телевизия Би Би Си да напише песен специално за поредното издание на европейския песенен конкурс. По-късно песента е описана като „мощна, съвременна и ободряваща, специално написана предвид живите изпълнения“.
| „                  | Развълнувана съм, че всеки ще може да чуе „Children of the Universe”. Това ме прави щастлива. Да представиш Великобритания на такъв грандиозен конкурс, не само като певец и изпълнител, но и като композитор, е невероятна чест. Надявам се да мога да ни направя горди. | “ |
| Моли пред Би Би Си | |   |

## Видеоклип
Към песента е заснет и видеоклип, в който певицата пее на живо, „за да се разкрият забележителните ѝ вокални способности“.

### Любопитно
В един неделен ден е отправена покана към фенове да присъстват на свръхсекретно събитие в центъра на Лондон. Знаело се е по какъв повод е събитието, но не и изпълнителя, нито песента. Хората вече се били събрали на определеното място, когато изведнъж се появява Скот Милс, лице на Би Би Си, и всичко става ясно – предстоят снимките на видеоклипа на песента на Великобритания за „Евровизия“. Дори семейството на певицата не е знаело за това.
Самият клип е заснет в неизползвана по своето предназначение църква, а отредена за събития като това. На сцената са изнесени комплект барабани и четири микрофонни стойки. Над сцената се извисява низ от светлини, зад които се откриват огромни лампи и спот светлини.